# Prêmio da combatividade no Giro d'Italia
O prêmio da combatividade ao Giro d'Italia foi instaurada em 2001, sendo uma das classificações secundárias do Giro d'Italia. É uma classificação que tem em conta todos os resultados de todas as classificações da volta.
A classificação não tem nenhum maillot distintivo. Outorgam-se diferentes pontos aos finais de etapa, as metas volantes e aos passos de montanha pontuáveis. Ao final do Giro, o ciclista que obtém mais pontos lho denominou Super Combattivo.

## Palmarés
| Ano  | Ciclista            | Equipa                              | Pontos | Outros maillots  |
| ---- | ------------------- | ----------------------------------- | ------ | ---------------- |
| 2001 | Massimo Strazzer    | Mobilvetta Design-Formaggi Trentini | 63     | Pontos Intergiro |
| 2002 | Massimo Strazzer    | Phonak Hearing Systems              | 74     | Intergiro        |
| 2003 | Freddy González     | Colombia-Selle Italia               | 51     | Montanha         |
| 2004 | Alessandro Petacchi | Fassa Bortolo                       | 59     | Pontos           |
| 2005 | José Rujano         | Selle Italia-Colombia               | 70     | Montanha         |
| 2006 | Paolo Bettini       | Quick Step-Innergetic               | 49     | Pontos           |
| 2007 | Stefano Garzelli    | Saunier Duval-Prodir                | 39     | Montanha         |
| 2008 | Stefano Garzelli    | CSF Group-Navigare                  | 75     | Montanha         |
| 2009 | Stefano Garzelli    | Acqua & Sapone-Caffè Mokambo        | 45     | Montanha         |
| 2010 | Matthew Lloyd       | Omega Pharma-Lotto                  | 38     | Montanha         |
| 2011 | Stefano Garzelli    | Acqua & Sapone                      | 39     | Montanha         |
| 2012 | Mark Cavendish      | Team Sky                            | 44     | -                |
| 2013 | Mark Cavendish      | Omega Pharma-Quick Step             | 49     | Pontos           |
| 2014 | Julián Arredondo    | Trek Factory Racing                 | 37     | Montanha         |
| 2015 | Philippe Gilbert    | BMC Racing Team                     | 42     | -                |
| 2016 | Matteo Trentin      | Etixx-Quick Step                    | 50     | -                |
| 2017 | Mikel Landa         | Team Sky                            | 60     | Montanha         |
| 2018 | Davide Ballerini    | Androni Giocattoli-Sidermec         | 67     | -                |